# 난학

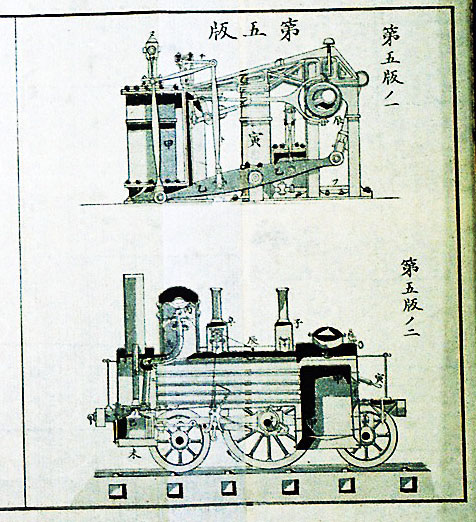

난학(일본어: 蘭学 란가쿠[*])은 에도 시대 네덜란드를 통해서 들어온 유럽의 학문, 기술, 문화 등을 통칭해서 이르는 말이다. 쇄국 이전에는 나가사키를 통해 유입된 서양학문은 남만학(南蛮学) 또는 만학(蛮学)이라고 하며, 막말 네덜란드 이외 서양 국가의 학문을 양학(洋学)이라 하여 난학과 구별하기도 하나, 넓은 의미에서 난학, 만학, 양학 모두를 통틀어서 양학이라고 하기도 한다.

## 전개
에도 막부는 원래 서양과의 교류를 금지하였지만, 네덜란드와는 교류했다. 네덜란드 상인들은 장사를 목적으로 일본과 교류하였으므로 막부에서 금지한 기리시단, 즉 기독교 선교를 하지 않았을 뿐더러, 서양 문화를 이해하는 통로로서의 가치가 있었다. 그래서 에도 막부는 다른 서양 나라들과 달리 예외로 나가사키를 통한 교역을 허락했다. 또 쇼군 도쿠가와 요시무네가 새로운 정보의 통로인 양서의 수입 금지를 완화하여 유학자 아오키 곤요(靑木昆陽, 1768~1769), 본초학자 노로 겐죠(野呂元丈, 1694~1761)에게 네덜란드어를 배우도록 명한 이후로 서양학문 연구가 활발하게 되었다. 아오키 곤요는 《화란문자약고(和蘭文字略考)》, 《화란화역(和蘭話譯)》을, 노로 겐조는 《오란다본초화해(阿蘭陀本草和解)》을 썼다.

### 의학
난학이 본격적으로 발전하게 된 계기는 의학 분야에서 마련되었다.스기타 겐파쿠(杉田玄白, 1733~1817), 마에노 료타쿠(前野良澤, 1723~1803) 등이 네덜란드 의학서를 번역했고, 이를 바탕으로 기념비적인 《해체신서(解體新書)》(전5책)를 냈다. 1774년에 간행된 이 책은 독일의 J.A 쿨무스(Johann Adam Kulmus, 1689~1745)가 지은 해부학 서적 《해부도표(Anatomische Tabellen)》를 네덜란드인 G. 디크텐(G. Dicten)이 번역한 동일명의 책(Ontleedkundige Tafelen)의 1734년판을 중역한 것이다. 마에노 료타쿠와 스키타 겐파쿠 등이 참고할 사전도 없는 상태에서 2년 만에 번역해낸 책으로 에도 시대 난학의 대명사이다. 스기타 겐파쿠는 말년(1815년)에 그 책의 힘겨운 번역 과정을 회고한 《난학사시(蘭學事始)》를 간행하기도 했다.

### 학당
스기타 겐파쿠의 제자인 센다이번의 의사 오쓰키 겐타쿠(大槻玄澤, 1757~1827)는 1785년 최초의 난학 사숙인 지란당(芝蘭堂)을 에도에 설립했다. 1788년에는 초보자용 네덜란드어 입문서인 《난학계제(蘭學階梯)》를 저술했다. 그리고 《해체신서》의 번역 상태에 만족스럽지 못했던 스기타의 요청으로 개정 작업에 착수해 1798년 증보판을 완성했고, 실제 간행은 1826년 《중정해체신서]](重訂解體新書)》(전13책)라는 이름으로 이루어졌다. 오쓰키 겐타쿠의 지란당에서는 나가사키의 네덜란드 상관(商館)에서 거행되던 새해 맞이 축하 연회를 모방해서 매년 양력 1월 1일 새해를 축하하는 '오란다(화란) 정월'의식이 개최되기도 했다. 시작은 정확히 알 수 없고, 1837년까지 총 44회가 열렸다고 한다.

### 사전
일본 최초의 난일(蘭日)사전은 오쓰키 겐타쿠의 제자인 이나무라 산파쿠(稻村三伯, 1758~1811)가 1796년에 펴낸 《할마 화해(ハルマ和解)》다. 전27책(13책본도 있음)으로 된 이 사전은 네덜란드의 출판업자 프랑수아 할마(François Halma, 1653~1722)가 편찬한 네덜란드-프랑스어 사전(1729년 제2판)에 근거해서 편찬되었다. 수록어휘 총 6만 자. 이 사전은 '에도 할마'라고도 불렸는데, 이는 1833년 간행된 '나가사키 할마'(또는 '되프 할마')와 구별하기 위한 것이다. 《나가사키 할마》는 나가사키 상관장(商館長) 헨드릭 되프(Hendrik Doeff) 등이 똑같이 할마의 사전 제2판을 저본으로 해서 1812년 편찬에 착수하여 완성한 사전이다. 나가사키 통역사들이 대거 동원된 이 사전은 원래 막부 증정용으로 만든 것이기 때문에 시중에는 거의 유포되지 않았다. 간행이 시도된 적은 있으나 막부의 허가를 얻지 못했고, 페리 내항 이후 간행 허가를 얻어내어 개정 작업 후 가쓰라가와 구니토모(桂川國與)가 쓴 것으로 해서 《화란자휘(和蘭字彙》란 이름으로 1858년에 간행되었다. 난학 최대의 사전으로 꼽힌다.

### 기타 분야
해체신서 이후 난학에 대한 관심은 의학 뿐만 아니라 과학, 수학, 천문학 등 여러 방면으로 확산 및 증대되었고, 에도 시대 후기로 갈수록 난학에 심취한 시마즈 시게히데 등의 다이묘가 생겨 그들의 지원을 받아 번역서들이 나오기 시작했다.

## 같이 보기
- 네덜란드 정월
- 난학사시(일본어판) - 일본근대화의 출발점이 된 번역서
- 난방의학(일본어판) - 당시의 네덜란드/유럽 의학)